# Pleotrichophorus remaudierei
Pleotrichophorus remaudierei är en insektsart. Pleotrichophorus remaudierei ingår i släktet Pleotrichophorus och familjen långrörsbladlöss. Inga underarter finns listade i Catalogue of Life.